# Pekař

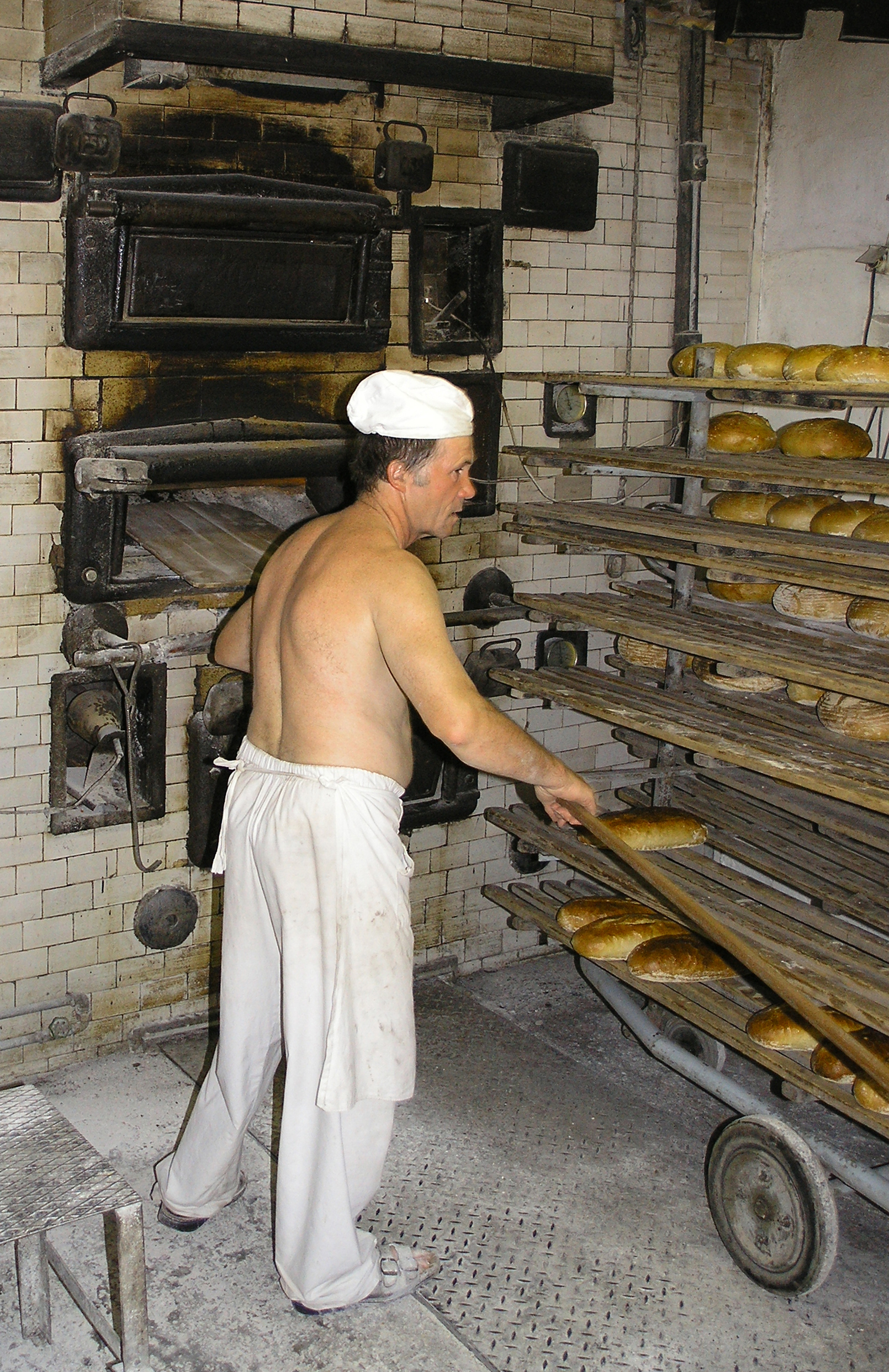
Pekař při práci

Pekař je člověk, který dělá a peče chléb, housky, rohlíky a další rozmanité druhy pečiva. První skupina lidí, z nám známých zdrojů začala péct chleba 8 tisíc let př. n. l. v Egyptě. I v České republice je toto řemeslo značně rozšířené. Místu, kde pekař vykonává svou profesi, se říká pekárna.
Patronem pekařů je Svatá Agáta.